# Peperomia decora
Peperomia decora är en pepparväxtart som beskrevs av Gustav Adolf Hugo Dahlstedt. Peperomia decora ingår i släktet peperomior, och familjen pepparväxter. Utöver nominatformen finns också underarten P. d. pilosa.